# フェリックス・ツー・ザルム＝ザルム
フェリックス・ツー・ザルム＝ザルム（Felix zu Salm-Salm、Felix Constantin Alexander Johan Nepomuk、Prinz zu Salm-Salm、1828年12月25日 - 1870年8月18日）は、プロイセンの貴族ザルム＝ザルム家出身の軍人、傭兵。 
ザルムはシュレースヴィヒ＝ホルシュタイン軍（プロイセン軍）、オーストリア軍、南北戦争期のアメリカ北軍、第2次メキシコ帝国の同帝国軍に従軍し、皇帝マクシミリアンに仕えた。その後プロイセン軍に従軍し、普仏戦争で戦死した。

## 生涯
ザルム＝ザルム公、フェリックス・コンスタンティン・アレクサンダー・ヨハン・ネポムクは1828年12月25日にプロイセンのアンホルトで誕生した。彼はザルム＝ザルム侯フロレンティンの三男である。ベルリンの士官学校で訓練を受け、1846年にプロイセンの騎馬隊に所属した。はじめ、彼は北部ドイツとデンマークとの間の第一次シュレースヴィヒ＝ホルシュタイン戦争に参加し、そこで勇敢さを発揮した。その後オーストリア軍に所属し、第2次イタリア独立戦争を戦った。 
1861年、彼はアメリカ合衆国に行き、南北戦争では北軍について戦った。彼は大佐の階級を与えられ 准将 ルイス・ブレンカーのスタッフとなった。
このときに彼は赤毛の先住民の子孫の女性アグネス・レーラック・ジョイと知り合い、1862年に結婚した。以来、アグネスはフェリックスと行動を共にする。
結婚した年の冬、彼は第8歩兵義勇連隊の指令を受けるがそのまま留まった。
1864年6月に、テネシー州とジョージア州の准将ジェイムズ・スティードマンに従軍、 彼は第68歩兵義勇連隊の大佐に任命されるが、アトランタで終戦を迎えた。ザルム＝ザルムは1865年11月30日に義勇軍に召集された。1866年に1月13日、アンドリュー・ジョンソン大統領はザルム＝ザルムを名誉准将の階級（to rank from April 13, 1865）に指名した。1866年3月12日に上院はこれを承認した。
南北戦争終結後、1866年2月にザルム＝ザルムはメキシコ皇帝マクシミリアンに仕えた。   マクシミリアンは積極的に南北戦争後のアメリカ兵のメキシコ行きを促進し、米墨間の関係を改善しようとした。ザルム＝ザルムは北軍で戦った元兵士がメキシコに行くという珍しいケースとなった。多くの元アメリカ兵が元南軍であったのだ。
夏までに、彼は大佐を拝命し、皇帝の副官となり、家督を継いだ。彼はケレタロで皇帝とともに捕虜となったが、その前に勇敢なフサール騎兵を率いてベニート・フアレス大統領の元の共和国軍から皇帝を助けようとした。マクシミリアンが処刑されると、彼はプロイセンに擲弾兵隊の少佐として復帰し、普仏戦争のグラヴロットの戦いでサン・プリヴァ・ラ・モンターニュで戦死した。死後彼は、ヴェストファーレンのアンホルト城に埋葬された。
オットー・フォン・コルフィンによって彼の回顧録は編集された。

## 著作
- — (1868) (German). Queretaro: Blätter aus meinem Tagebuch in Mexico. 1. Kröner
- — (1868) (German). Queretaro: Blätter aus meinem Tagebuch in Mexico. 2. Kröner
- — (1868). My Diary in Mexico in 1867, including the Last Days of the Emperor Maximillian. 1. London: Richard Bently (translated into English)
- — (1868). My Diary in Mexico in 1867, including the Last Days of the Emperor Maximillian. 2. London: Richard Bently (translated into English)